# Antonio Prieto Lucena
Antonio Prieto Lucena (La Rambla, 13 de enero de 1974) es un eclesiástico y profesor católico español. Es el obispo de Alcalá de Henares, desde abril de 2023. 

## Biografía
Antonio nació el 13 de enero de 1974, en el municipio español de La Rambla, Córdoba.
Cursó estudios de Medicina y Cirugía (1994-1996), en la Universidad de Córdoba. Posteriormente, en septiembre de 1996, ingresó en el Seminario Mayor de San Pelagio, donde realizó sus estudios eclesiásticos.
Obtuvo la licenciatura en Teología del Matrimonio y la Familia, en el Pontificio Instituto Juan Pablo II, en 2002.
En la Universidad Eclesiástica San Dámaso, obtuvo el doctorado en Teología moral, en 2006.

### Sacerdocio
Su ordenación sacerdotal fue el 2 de julio del 2000, en la Mezquita-catedral de Córdoba, a manos del obispo Javier Martínez.
Como sacerdote desempeñó los siguientes ministerios:
- Vicerrector (2004-2007), rector (2007-2018) y profesor del Seminario Mayor de San Pelagio.
- Director y profesor del Instituto Superior Ciencias Religiosas Beata Victoria Díez (2005-2007).
- Vicario parroquial de San Isidro Labrador, en El Higuerón (2004-2005).
- Vicario parroquial de la Basílica de San Pedro (Córdoba) (2005-2007).
- Consiliario de la Delegación diocesana de Familia y Vida (2004-2015).
- Miembro del Consejo Presbiteral (2004-2023).
- Delegado diocesano de la Pastoral Vocacional  (2007-2018).
- Director del Servicio diocesano de Publicaciones (2012-2015).
- Miembro del Colegio de Consultores (2012-2023).
- Miembro de la Comisión Teológica Asesora de la Comisión Episcopal para la Doctrina de la fe, en la Conferencia Episcopal Española (desde 2012).
- Miembro del Equipo de la Delegación para el Clero (2015-2018).
- Director del Secretariado diocesano para la Doctrina de la Fe (2015-2023).
- Canónigo de la Mezquita-catedral de Córdoba (2016-2023).
- Vicario general y moderador de la Curia (2018-2023).
- Párroco in solidum de San Miguel Arcángel (2018-2023).[5]
- Vicepresidente de la Fundación diocesana Santos Mártires de Córdoba (2018-2023).
- Canónigo magistral de la Mezquita-catedral de Córdoba (2020-2023).
- Profesor en la maestría de Pastoral Familiar del Pontificio Instituto Juan Pablo II, en la Universidad Eclesiástica San Dámaso (2007-2018) y en el Instituto para la Consulta y Especialización Bioética de Córdoba.

### Episcopado

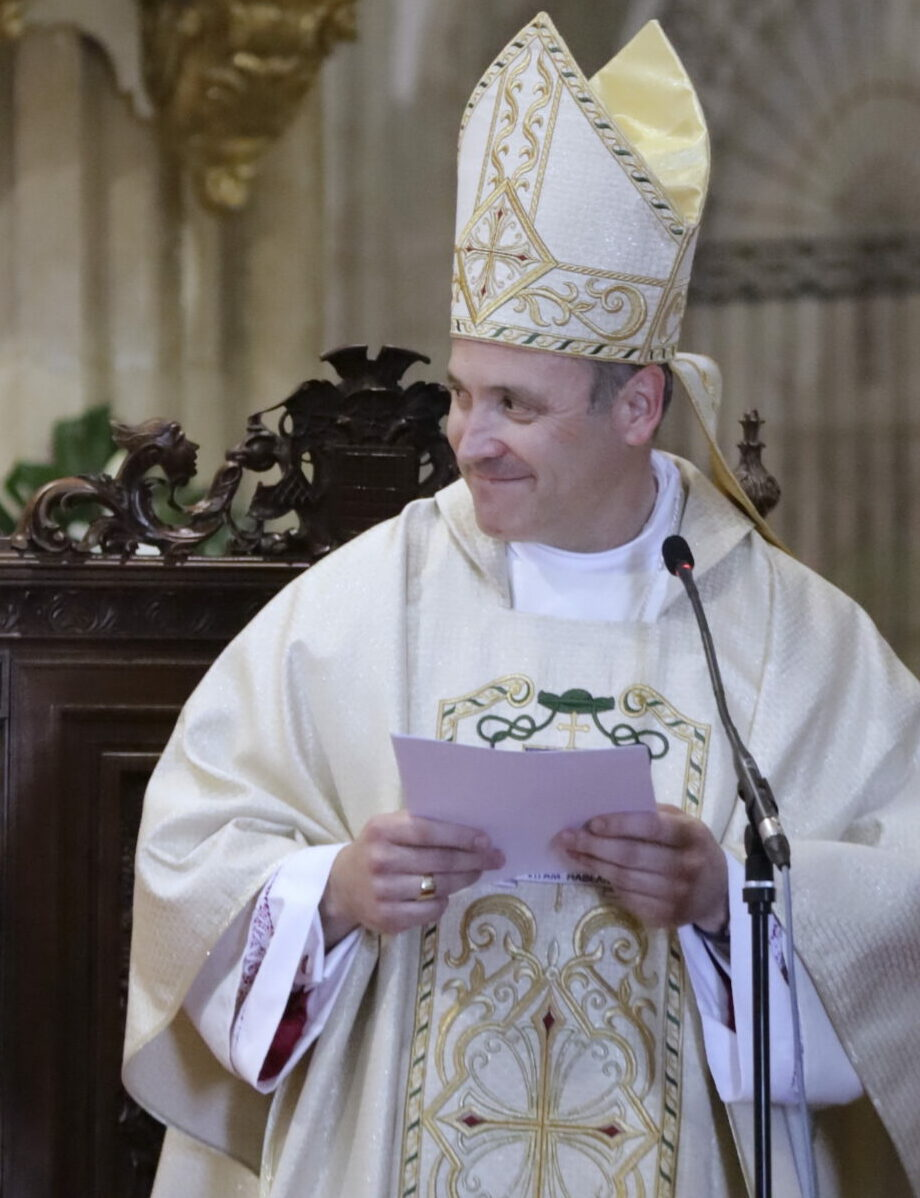
Prieto en el discurso de su consagración, en 2023.

El 1 de abril de 2023, el papa Francisco lo nombró obispo de Alcalá de Henares. Fue consagrado el 10 de junio del mismo año, en la Catedral Magistral de Alcalá de Henares, a manos del cardenal-arzobispo Carlos Osoro.
El 8 de enero de 2024 publicó un decreto sobre la reorganización de la curia de la Diócesis de Alcalá de Henares.
En la Conferencia Episcopal Española es, desde marzo de 2024, miembro de la Subcomisión Episcopal para la Familia y la Defensa de la Vida de la Comisión Episcopal para los Laicos, la Familia y la Vida. Desde julio de 2024 es consiliario nacional del movimiento “Cursillos de Cristiandad”. Anteriormente ha sido miembro de la Comisión Episcopal para el Clero y Seminarios (2023-2024).

## Publicaciones
Por lo que respecta a sus publicaciones, además de su tesis doctoral: De la experiencia de la amistad al misterio de la caridad. Estudio sobre la evolución histórica de la amistad como analogía teológica desde Elredo de Rieval hasta Santo Tomás de Aquino (Madrid, Facultad de Teología “San Dámaso”, 2007). Ha publicado diversos artículos en revistas especializadas y en las actas de distintos Congresos y Simposios organizados por el Pontificio Instituto Juan Pablo II o por la Universidad Eclesiástica San Dámaso.